# الرقابة في باكستان
يحد الدستور الباكستاني من الرقابة في باكستان، لكنه يسمح «بفرض قيود معقولة لصالح سيادة وسلامة باكستان أو النظام العام أو الأخلاق». حرية الصحافة في باكستان مقيدة بالرقابة الرسمية التي تقيد التقارير النقدية وبالمستوى العالي من العنف الموجود ضد الصحفيين. القوات المسلحة والقضاء والدين من الموضوعات التي كثيرًا ما تجذب انتباه الحكومة.
أدرجت مبادرة إنترنت مفتوح الرقابة على الإنترنت في باكستان باعتبارها أساسية في المجالات الاجتماعية ومناطق النزاع، وانتقائية في مجال أدوات الإنترنت، ومشكوك بأمرها في المجال السياسي في ديسمبر 2010. في عام 2019، أبلغت قبل هيئة الاتصالات الباكستانية (PTA) اللجنة الدائمة للجمعية الوطنية حول تكنولوجيا المعلومات حظر 900 ألف عنوان URL في باكستان «لأسباب مثل نقل محتوى إباحي ومزدرٍ للأديان و/أو تحريض مشاعر ضد الدولة أو القضاء أو القوات المسلحة».

## ملخص
باكستان دولة ذات أغلبية مسلمة. وبالتالي، لديها العديد من القوانين المؤيدة للمسلمين في دستورها. صنفت فريدوم هاوس باكستان في المرتبة 134 من بين 196 دولة في تقرير حرية الصحافة لعام 2010. كانت درجة باكستان 61 على مقياس من 1 (الأكثر حرية) إلى 100 (الأقل حرية)، وحصلت بهذا التصنيف على حالة «غير حرة».

وضعت منظمة مراسلون بلا حدود باكستان في المرتبة 145 من أصل 180 دولة في مؤشر حرية الصحافة لعام 2020. وصف تقرير سابق لمراسلون بلا حدود في عام 2010 باكستان بأنها واحدة من «الدول العشرة التي ليس من الجيد أن تكون صحفيًا فيها». وقالوا فيه:
«... أفغانستان وباكستان والصومال والمكسيك هي دول إما في حالة حرب علنية أو حرب أهلية أو أي نوع آخر من الصراع الداخلي، نرى في هذه الدول حالة من الفوضى الدائمة وثقافة العنف والإفلات من العقاب بشكل أصبحت فيه الصحافة الهدف المفضل لهذا العنف. هذه الدول هي من بين الدول الأكثر خطورة في العالم، والتي يختار المتحاربون فيها المراسلين كأهداف مباشرة لهم....»
ويتابع قسم «عن قرب في آسيا» في نفس التقرير:
«في أفغانستان (المرتبة 147) وفي باكستان (المرتبة 151)، تتحمل الجماعات الإسلامية الكثير من المسؤولية عن الترتيب المتدني لبلدهم بشكل مثير للشفقة. التفجيرات الانتحارية وعمليات الاختطاف تجعل العمل الصحفي مهنة خطيرة بشكل متزايد في هذه المنطقة من جنوب آسيا. إضافة إلى عدم تواني هذه الدول عن توقيفها للصحفيين الاستقصائيين، والتي تشبه أحيانًا عمليات الخطف».
تُنظَّم الصحف والتلفزيون والراديو من قبل هيئة تنظيم وسائل الإعلام الإلكترونية الباكستانية (PEMRA)، والتي توقف أحيانًا البث وتغلق وسائل الإعلام بحسب ما يناسبها. يمكن أن يؤدي نشر أو إذاعة «أي شيء يشوه سمعة رئيس الدولة أو أفراد القوات المسلحة أو الأجهزة التنفيذية أو التشريعية أو القضائية في الدولة أو يسخر منهم»، وأي برامج إذاعية تعتبر «كاذبة أو لا أساس لها من الصحة» إلى إصدار أحكام بالسجن تصل إلى ثلاث سنوات، وغرامات تصل إلى 10 ملايين روبية (165 ألف دولار أمريكي)، وإلغاء الترخيص. يمكن لقانون ازدراء الأديان أن يفرض غرامات وعقوبات بالسجن تصل إلى ثلاث سنوات، في حين أن تدنيس القرآن يتطلب عقوبة السجن مدى الحياة، والتشهير بمحمد يتطلب عقوبة الإعدام.
بينما يمارس بعض الصحفيين الرقابة الذاتية، توفر مجموعة واسعة من الصحف والمجلات اليومية والأسبوعية المملوكة للقطاع الخاص تغطية متنوعة وناقدة للشؤون الوطنية. تسيطر الحكومة على التلفزيون الباكستاني (PTV) وراديو باكستان، وهما المنفذان الوحيدان المجانيان للبث اللذان ينتشران على الصعيد الوطني، وتدعم تغطيتهم وجهات النظر الرسمية. تعمل المحطات الإذاعية الخاصة في بعض المدن الكبرى، لكنها ممنوعة من بث البرامج الإخبارية. توفر ما لا يقل عن 25 قناة تلفزيونية خاصة بكبل الأخبار وقنوات فضائية، مثل Geo وARY وAaj وDawn، وبعضها يبث من خارج البلاد تغطية إخبارية محلية وتعليقات وبرامج حوارية. عادة ما يكون البث التلفزيوني والإذاعي الدولي متاحًا، باستثناء حظر كامل للقنوات الإخبارية التلفزيونية الهندية.
تمارس السلطات في بعض الأحيان السيطرة على المحتوى الإعلامي من خلال «إرشادات» غير رسمية لمحرري الصحف بشأن وضع القصص أو الموضوعات التي قد يغطونها. ليس من المستغرب أن يدفع البعض مقابل تغطية صحفية مُفضلة، وهي ممارسة يزداد شيوعها؛ نتيجة انخفاض مستويات رواتب العديد من الصحفيين.
تواصل الحكومة تقييد ومراقبة بعض المواد المنشورة. تحتاج الكتب الأجنبية إلى اجتياز الرقابة الحكومية قبل إعادة طبعها. يمكن استيراد الكتب والمجلات بحرية، لكنها تخضع للرقابة على المحتوى الجنسي أو الديني غير المرغوب فيه. يخضع ما يُصنف على أنه أدب فاحش، وهو فئة تعرفها الحكومة على نطاق واسع للمصادرة. حُظر عرض الأفلام الهندية في باكستان بدءًا من حرب عام 1965 بين البلدين حتى عام 2008 عندما رُفع الحظر جزئيًا.

## تاريخيًا
في 22 أبريل 2007، هددت هيئة تنظيم وسائل الإعلام الإلكترونية الباكستانية القناة التلفزيونية الخاصة AaJ TV بالإغلاق لبثها الأخبار والبرامج الحوارية والبرامج الأخرى التي ناقشت الأزمة القضائية الحالية آنذاك. حذرت الهيئة جميع القنوات التلفزيونية الخاصة من بث برامج تطعن في القضاء أو في «نزاهة القوات المسلحة الباكستانية»، وكذلك المحتوى الذي من شأنه أن يشجع ويحرض على العنف، ويحتوي على أي شيء يخالف الحفاظ على القانون والنظام، أو الذي يروج للمواقف المعادية للقومية أو للدولة.
خلال مظاهرات مارس 2009 للمطالبة بإعادة رئيس المحكمة العليا افتخار تشودري، أغلقت السلطات مؤقتًا خدمة الكابل الخاصة بـ Geo TV وAaj TV في المدن في جميع أنحاء البلاد.
في أكتوبر 2009، حُجبت أربع قنوات إخبارية تلفزيونية لعدة ساعات في أعقاب هجوم إرهابي على مقر الجيش في أكتوبر 2009.
في عام 2009، كانت ظروف المراسلين الذين غطوا الصراع في المناطق القبلية الخاضعة للإدارة الفيدرالية وأجزاء من المقاطعة الحدودية الشمالية الغربية (NWFP) صعبة بشكل خاص، فقد احتُجزوا أو هُددوا أو طُردوا أو مُنعوا من العمل، إما من قبل طالبان والجماعات القبلية المحلية أو الجيش وأجهزة المخابرات. بعد استيلاء المسلحين الإسلاميين على وادي سوات، حُظر البث التلفزيوني عبر الكابل. واجه الصحفيون خلال هجومين عسكريين كبيرين خلال العام ضد المسلحين التابعين لطالبان في وادي سوات في أبريل ومنطقة جنوب وزيرستان القبلية في أكتوبر حظرًا على الوصول، وضغوطًا للإبلاغ بشكل إيجابي عن الهجمات، وأجبر العشرات من الصحفيين المحليين على الفرار من المنطقة.
في أغسطس 2009، توقفت صحيفة ديلي أساب، وهي صحيفة بلوشستان المنتشرة على نطاق واسع والتي تصدر باللغة الأردية عن النشر بحجة المضايقات من قبل قوات الأمن. وأفادت صحيفتان غيرها أيضًا في بلوشستان، وهما ديلي بلوشستان إكسبرس وديلي آزادي، عن تعرضهما لمضايقات من قبل قوات الأمن.
في أكتوبر 2009، وجهت هيئة تنظيم وسائل الإعلام الإلكترونية الباكستانية محطة FM الإذاعية بالتوقف عن نقل برامج هيئة الإذاعة البريطانية «لانتهاك شروط وأحكام ترخيصها».